# Stephen Welsh
Stephen Welsh, född 19 januari 2000, är en skotsk fotbollsspelare som spelar för Mechelen, på lån från Celtic.

## Klubbkarriär
Welsh började spela fotboll i Celtic och skrev i mars 2018 på ett kontrakt fram till juni 2020 med klubben. Den 29 augusti 2019 lånades han ut till Scottish Championship-klubben Greenock Morton på ett säsongslån. I januari 2020 blev Welsh återkallad av Celtic. Han debuterade för Celtics A-lag den 2 februari 2020 i en 4–1-vinst över Hamilton Academical.
Den 13 april 2021 förlängde Welsh sitt kontrakt i Celtic fram till 2025. I augusti 2023 förlängde han sitt kontrakt fram till 2027. Den 9 januari 2025 lånades Welsh ut till belgiska Mechelen på ett låneavtal över resten av säsongen.

## Landslagskarriär
Welsh spelade åtta matcher för Skottlands U17-landslag mellan 2016 och 2017. Därefter spelade han 13 matcher för U19-landslaget mellan 2017 och 2019.
Den 2 juni 2021 debuterade Welsh för U21-landslaget i en 2–1-förlust mot Nordirland.